# Emerson (Iowa)
Pour les articles homonymes, voir Emerson.
Emerson est une ville du comté de Mills, en Iowa, aux États-Unis. Elle est incorporée le 2 décembre 1875.

## Source de la traduction
- (en) Cet article est partiellement ou en totalité issu de l’article de Wikipédia en anglais intitulé « Emerson, Iowa » (voir la liste des auteurs).